# Охридское соглашение
О́хридское соглаше́ние (официальное название — Рамочное соглашение англ. Framework agreement, макед. Охридски рамковен договор, алб. Marrëveshja e Ohrit) — документ, подписанный македонским правительством и албанскими политическими силами под давлением международного сообщества 13 августа 2001 года.

## Ситуация
Охридское соглашение привело к прекращению огня в конфликте 2001 года.

## Переговоры
Переговоры вели политические партии ВМРО-ДПМНЕ и СДСМ с македонской стороны и ДПА и ПДП с албанской стороны. Повстанцы — члены Армии национального освобождения — в переговорах официального участия не принимали.
Соглашение подписал президент Македонии Борис Трайковский.

## Принципы
- недопустимость использования насилия в политических целях;
- сохранение суверенитета, территориальной целостности и унитарного характера государства;
- невозможность территориальных решений этнических противоречий;
- отражение полиэтничности Македонии в общественной жизни;
- демократический курс государства;
- международные стандарты прав человека;
- развитие местного самоуправления;
- обязательное предоставление статуса официального, наряду с македонским, любому языку, на котором разговаривает хотя бы 20 % населения страны
- обязательное предоставление локального официального статуса любому языку, на котором разговаривает хотя бы 20 % населения, проживающего на территории соответствующего органа местного самоуправления.